# Timworth
Timworth – wieś w Anglii, w hrabstwie Suffolk, w dystrykcie West Suffolk. Leży 39 km na północny zachód od miasta Ipswich i 105 km na północny wschód od Londynu. Miejscowość liczy 50 mieszkańców.